# Agnieszka Grochowska

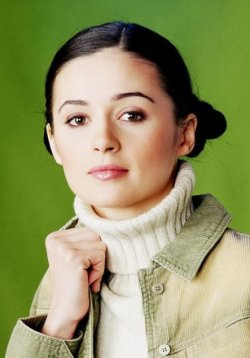
Agnieszka Grochowska (2008)

Agnieszka Grochowska (* 31. Dezember 1979 in Warschau) ist eine polnische Schauspielerin.

## Leben
Agnieszka Grochowska studierte Schauspiel an der Akademia Teatralna Warschau und schloss das Studium 2002 ab. Nach dem Studium wurde sie Ensemblemitglied des Studio-Theaters in Warschau, wo sie gleich in ihrer ersten Saison für die Rolle der Constanze in Peter Shaffers Amadeus an der Seite von Zbigniew Zapasiewicz für das beste Debüt der Saison ausgezeichnet wurde. Im gleichen Jahr gab sie auch ihr Filmdebüt unter der Regie ihres künftigen Ehemanns Dariusz Gajewski, den sie im Juli 2004 ehelichte. Für die Hauptrolle in dem Film Pręgi wurde sie 2005 für den Polnischen Filmpreis und für den Europäischen Filmpreis nominiert. Auf der Berlinale 2007 wurde sie mit dem europäischen Filmpreis Shooting Star ausgezeichnet.
Agnieszka Grochowska spricht fließend deutsch und spielte bereits in zwei deutschen Kinoproduktionen mit. Zunächst 2004 in Unterwegs von Jan Krüger und 2005 die weibliche Hauptrolle an der Seite von Sebastian Urzendowsky in Nimm dir dein Leben von Sabine Michel.
Bereits als Studentin spielte Agnieszka Grochowska in einer Koproduktion der Theaterakademie Warschau mit den Uckermärkischen Bühnen Schwedt von Shakespeares Romeo und Julia (Regie Reinhard Simon) die Julia Capulet in deutscher Sprache.

## Filmografie (Auswahl)
- 2002: Alarm
- 2003: Warsaw (Warszawa)
- 2003: Unterwegs
- 2004: Pręgi
- 2005: Nimm dir dein Leben
- 2005: Ninas resa
- 2006: Just Love Me (Tylko mnie kochaj)
- 2006: We’re All Christs (Wszyscy jestesmy Chrystusami)
- 2006: S@motnosc w sieci
- 2006: South by North (Poludnie – Pólnoc)
- 2007: Hania
- 2008: Expecting Love (Mala wielka milosc)
- 2008: The Chauffeur (Limousine)
- 2009: Der magische Baum (Magiczne drzewo)
- 2009: Stadtneurosen (Upperdog)
- 2010: Venice (Wenecja)
- 2010: Trzy minuty. 21:37
- 2010: Nie opuszczaj mnie
- 2010: Beyond the Steppes
- 2011: In Darkness (W ciemności)
- 2011: 80 Millions (80 milionów)
- 2012: Shameless (Bez wstydu)
- 2013: Wałęsa. Der Mann aus Hoffnung (Wałęsa. Człowiek z nadziei)
- 2014: Shameless (Bez wstydu)
- 2015: Kind 44 (Child 44)
- 2015: Obce niebo
- 2015: Persona Non Grata (Sugihara Chiune)
- 2017: Polizeiruf 110: Das Beste für mein Kind (Fernsehreihe)
- 2018: Teen Spirit
- 2018: Milosc jest wszystkim
- 2019: Synchronization
- 2020: Wanda, mein Wunder
- 2020: Das Grab im Wald (W głębi lasu, Miniserie, sechs Folgen)
- 2021: American Dream
- 2021: Ungesühnte Schläge (Żeby nie było śladów)
- 2022: How I Fell in Love with a Gangster(Jak pokochalam gangstera)
- 2022: Sie sehen dich (Zachowaj spokój, Fernsehserie, fünf Folgen)
- 2023: Fucking Bornholm
- 2023: Skowowani
- 2023: Muttertag (Mother’s Day)
- 2023: Kos
- 2023: Die Akademie des Meisters Klex (Akademia pana Kleksa)
- 2024: Nieobliczalna